# Sida ectogama
Sida ectogama är en malvaväxtart som beskrevs av W.R.Barker och R.M.Barker. Sida ectogama ingår i släktet sammetsmalvor, och familjen malvaväxter. Inga underarter finns listade i Catalogue of Life.